# Jeanne Evert
Jeanne Evert (Fort Lauderdale, 5 oktober 1957 – Delray Beach, 20 februari 2020) was een tennisspeelster uit de Verenigde Staten van Amerika. Zij was de jongere zus van Chris Evert. Jeanne Evert speelde rechtshandig. Zij was actief in het proftennis van 1972 tot en met 1978.

## Loopbaan
Evert won één WTA-titel, samen met haar zus Chrissie, op het invitatietoernooi van Saint Petersburg (Florida) in 1973.
Haar beste resultaat op de grandslamtoernooien is het bereiken van de derde ronde, op het US Open 1973 evenals bij haar laatste deelname, op het US Open 1978. Haar hoogst bekende notering op de WTA-ranglijst is de 28e plaats, die zij bereikte in 1978.

### Tennis in teamverband
In 1974 maakte Evert deel uit van het Amerikaanse Fed Cup-team – zij behaalde daar een winst/verlies-balans van 4–0. Daarbij bereikten zij de finale van de Wereldgroep – de Amerikaanse dames verloren die van het Australisch team, ondanks Everts persoonlijke zege over Dianne Fromholtz.
Evert vertegenwoordigde de VS tweemaal bij de Wightman Cup, in 1973 (winst voor het Amerikaanse team) en in 1974 (winst voor de Britse dames).

## Palmares

### WTA-finaleplaatsen enkelspel
geen

### WTA-finaleplaatsen vrouwendubbelspel
| nr.              | finale     | toernooi             | ondergrond | partner       | tegenstandsters              | score         |
| ---------------- | ---------- | -------------------- | ---------- | ------------- | ---------------------------- | ------------- |
| gewonnen finales |            |                      |            |               |                              |               |
| 1.               | 1973-04-22 | WTA Saint Petersburg | gravel     | Chris Evert   | Evonne Goolagong Janet Young | 6-2, 7-6      |
| verloren finales |            |                      |            |               |                              |               |
| 1.               | 1971-05-09 | WTA Tulsa            | gravel     | Chris Evert   | Karin Benson Mary-Ann Eisel  | 6-2, 5-7, 5-7 |
| 2.               | 1974-08-11 | WTA Indianapolis     | gravel     | Chris Evert   | Gail Chanfreau Julie Heldman | 3-6, 1-6      |
| 3.               | 1974-08-18 | WTA Toronto          | gravel     | Chris Evert   | Gail Chanfreau Julie Heldman | 3-6, 4-6      |
| 4.               | 1975-11-30 | WTA Osaka            | tapijt (i) | Olga Morozova | Rosie Casals Françoise Dürr  | 3-6, 3-6      |

## Resultaten grandslamtoernooien
| Legenda | Legenda                          |
| ------- | -------------------------------- |
| g.t.    | geen toernooi gehouden           |
| l.c.    | lagere categorie                 |
| –       | niet deelgenomen                 |
| G       | uitgeschakeld in de groepsfase   |
| 1R      | uitgeschakeld in de eerste ronde |
| 2R      | uitgeschakeld in de tweede ronde |
| 3R      | uitgeschakeld in de derde ronde  |
| 4R      | uitgeschakeld in de vierde ronde |
| KF      | uitgeschakeld in de kwartfinale  |
| HF      | uitgeschakeld in de halve finale |
| F       | de finale verloren               |
| W       | het toernooi gewonnen            |
| w-v     | winst/verlies-balans             |

### Enkelspel
| toernooi        | 1972 | 1973 | 1974 | 1975 | 1976 | 1977 | 1977 | 1978 |
| --------------- | ---- | ---- | ---- | ---- | ---- | ---- | ---- | ---- |
| Australian Open | –    | –    | –    | –    | –    | –    | –    | –    |
| Roland Garros   | –    | –    | –    | 1R   | –    | –    | –    | 2R   |
| Wimbledon       | –    | –    | 1R   | –    | 2R   | –    | –    | –    |
| US Open         | 1R   | 3R   | 1R   | 2R   | 2R   | 2R   | 2R   | 3R   |

### Vrouwendubbelspel
| toernooi        | 1972 | 1973 | 1974 | 1975 | 1976 | 1977 | 1977 | 1978 |
| --------------- | ---- | ---- | ---- | ---- | ---- | ---- | ---- | ---- |
| Australian Open | –    | –    | –    | –    | –    | –    | –    | –    |
| Roland Garros   | –    | –    | –    | 2R   | –    | –    | –    | 1R   |
| Wimbledon       | –    | –    | 2R   | –    | –    | –    | –    | –    |
| US Open         | 2R   | 1R   | 1R   | 1R   | 2R   | 1R   | 1R   | 1R   |

### Gemengd dubbelspel
| toernooi        | 1972 |    | 1974 | 1975 |
| --------------- | ---- | -- | ---- | ---- |
| Australian Open | –    | –  | –    |      |
| Roland Garros   | –    | –  | –    |      |
| Wimbledon       | –    | –  | –    |      |
| US Open         | 3R   | 1R | 1R   |      |